# Chamelet
Chamelet es una comuna francesa situada en el departamento de Ródano, de la región de Auvernia-Ródano-Alpes.

## Demografía
| 378 | 388 | 375 | 464 | 510 | 575 | 611 |
| Para los censos de 1962 a 1999 la población legal corresponde a la población sin duplicidades (Fuente: INSEE [Consultar]) |     |     |     |     |     |     |